# Radkov (Žďár nad Sázavou)
Radkov é uma comuna checa localizada na região de Vysočina, distrito de Žďár nad Sázavou.